# فرودگاه نیروی هوایی سلطنتی مریفیلد
فرودگاه نیروی هوایی سلطنتی مریفیلد (به انگلیسی: RAF Merryfield) یک فرودگاه نظامی است . این فرودگاه در کشور انگلستان قرار دارد .